# 今池停留場
今池停留場（いまいけていりゅうじょう）は、大阪市西成区萩之茶屋2丁目にある阪堺電気軌道阪堺線の停留場。駅番号はHN53。
本項では近接して設置されていた南海電気鉄道天王寺支線の今池町駅（いまいけちょうえき）についても述べる。

## 阪堺電気軌道・今池停留場

### 歴史
- 1911年（明治44年）12月1日：阪堺電気軌道により開業。
- 1914年（大正3年）4月26日：平野線が開業。
- 1915年（大正4年）6月21日：南海鉄道との合併により、同鉄道の駅となる。
- 1944年（昭和19年）6月1日：会社合併により近畿日本鉄道の駅となる。
- 1947年（昭和22年）6月1日：路線譲渡により南海電気鉄道の駅となる。
- 1949年（昭和24年）6月20日：南海天王寺支線に今池町駅が開業し、乗換駅となる。
- 1980年（昭和55年）
  - 11月28日：平野線廃止[2]。
  - 12月1日：路線譲渡により阪堺電気軌道の駅となる[2]。

### 停留場構造
盛土上に2面2線の相対式ホームがあり、住吉寄りの階段で出入りする形になっている。高架駅とも言える。それぞれのホームは、構内踏切で結ばれている。
かつては南海平野線への分岐線があり、南海天王寺支線今池町駅との連絡駅であった。今でも駅南方に平野線の分岐跡が残されている。

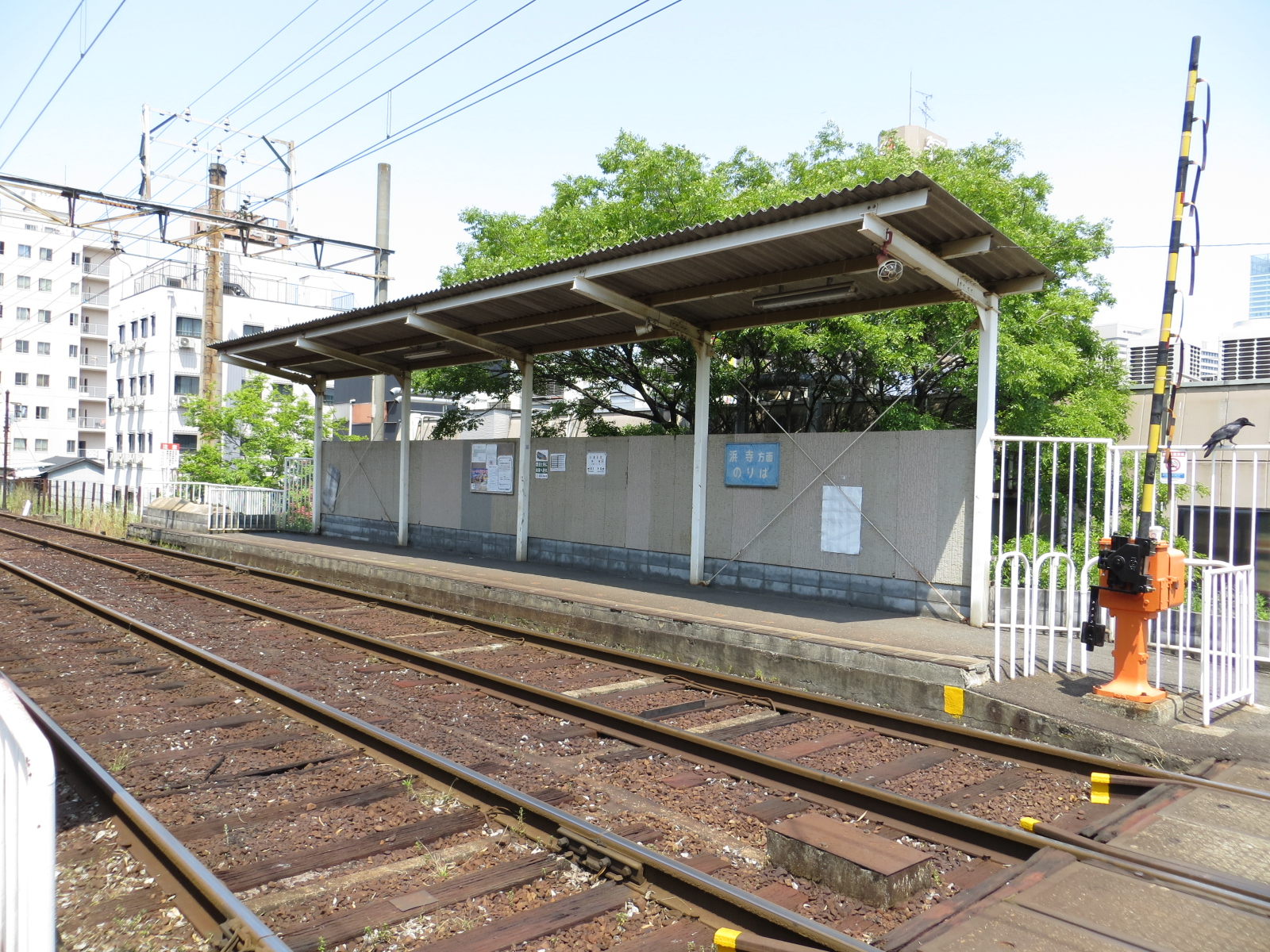
のりば（浜寺駅前方面）
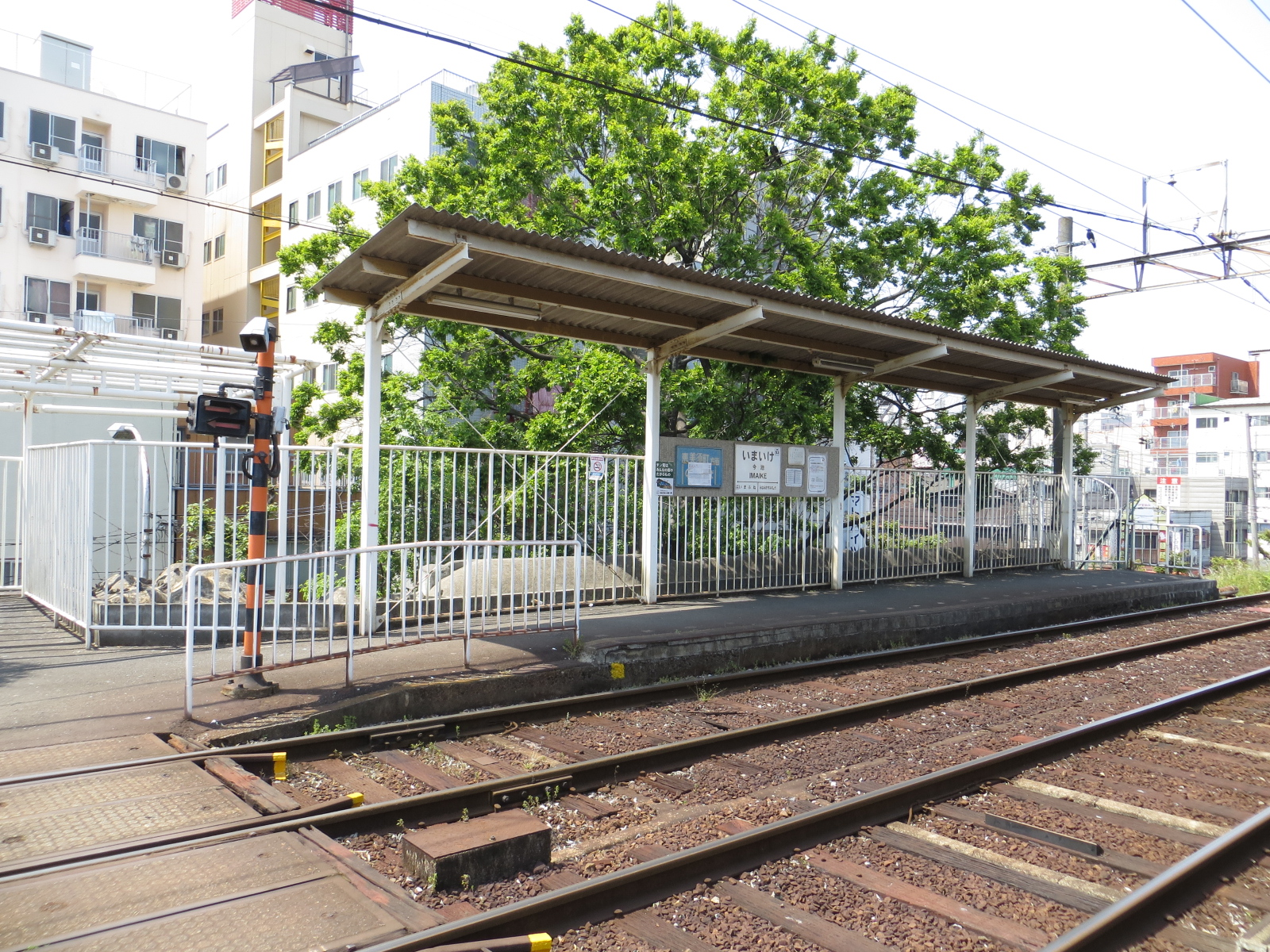
のりば（恵美須町方面）

## 南海電気鉄道・今池町駅
南海天王寺支線と阪堺線の交差地点にあった駅で、大阪大空襲により被災・焼失した曳舟駅と大門通駅の代替駅として開業した。
当初は天王寺支線の中間駅であったが、1984年（昭和59年）に天下茶屋駅 - 当駅間が部分廃止された後は当駅が起点となったと同時に、他の南海の路線と一切接続しない孤立路線となったため、当駅から高野線萩ノ茶屋駅までが徒歩連絡扱いとなった。1993年（平成5年）に天王寺支線が全線廃止されたのに伴い廃駅となった。
廃止後に駅設備は撤去され空き地となっているが、駅直上で天王寺支線を跨いでいた阪堺線の「天王寺線跨線橋」が現役施設として残っている。

### 歴史
- 1949年（昭和24年）6月20日：南海天王寺支線の曳舟駅と大門通駅を廃止統合して開業し、阪堺線・平野線との乗換駅となる。
- 1980年（昭和55年）11月28日：平野線の廃止に伴い、阪堺線との乗換駅となる。
- 1984年（昭和59年）11月18日：天下茶屋 - 当駅間1.1 kmの廃止に伴い、高野線萩ノ茶屋駅との徒歩連絡駅となる。同時に相対式ホームから単式ホームとなる。
- 1993年（平成5年）4月1日：南海天王寺支線廃止に伴い、廃駅[3]。

### 駅構造
晩年には北側のホーム1面と線路1線のみ使用していて、無人駅となっていた。部分廃止前は相対式ホーム2面2線を有する有人駅であった。

## 停留場周辺

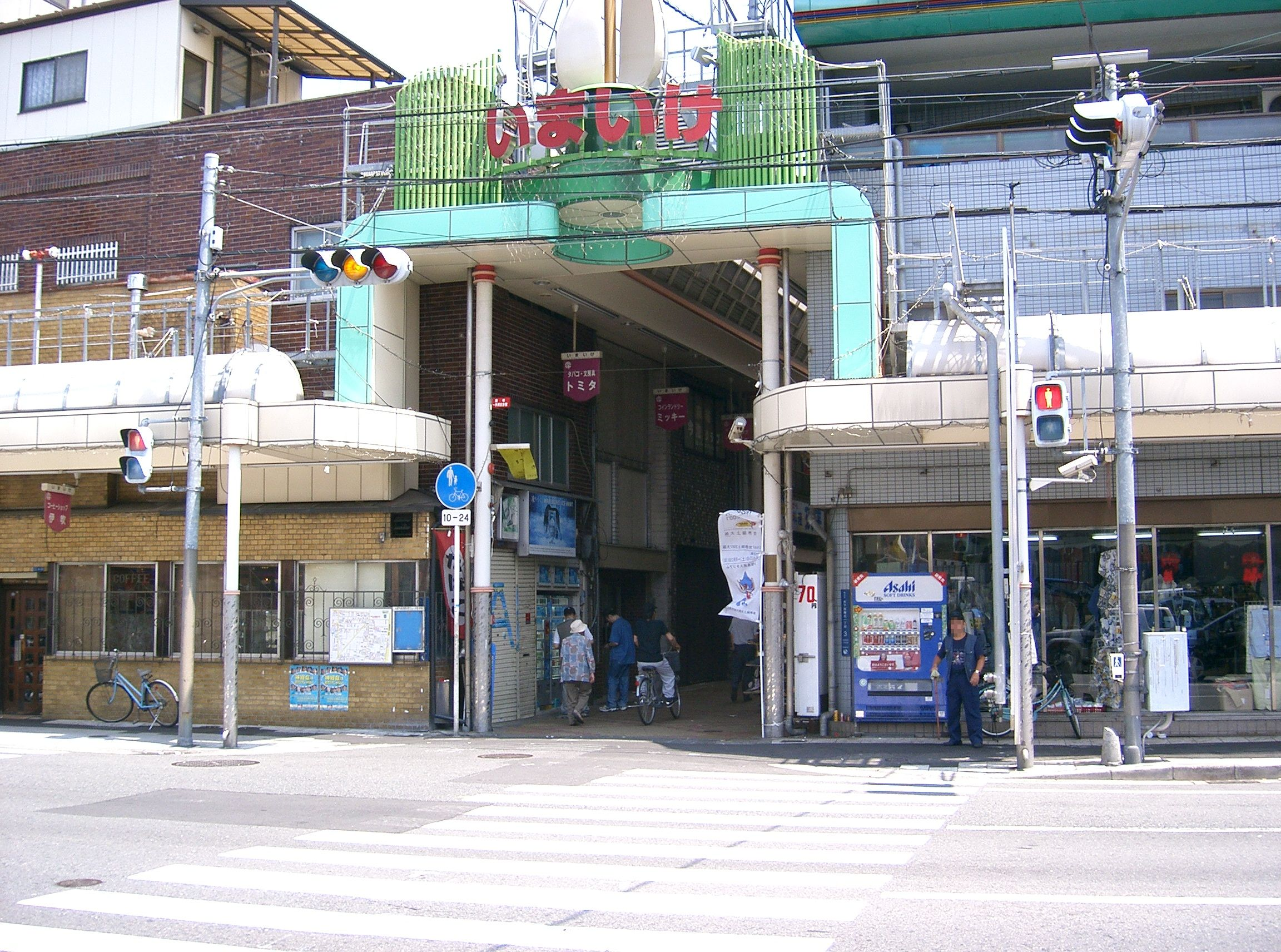
今池本通商店街（2007年8月）

当停留場は紀州街道（停留場西側）と堺筋（停留場東側）の間にあり、東西に商店街が数ヵ所ある。西へ抜けると萩ノ茶屋駅（南海電気鉄道）に、東へ抜けると阪神高速14号松原線に至る。飛田遊廓の跡地は東へ抜けた所にあり、その付近には宿泊施設が点在する。
- 大阪市高速電気軌道堺筋線・御堂筋線動物園前駅
- 南海高野線 萩ノ茶屋駅
- 松乃木大明神（猫塚、近松門左衛門の碑）
- オーエス劇場
- 今池本通商店街・萩ノ茶屋本通商店街・飛田本通商店街・新開筋商店街
- スーパー玉出 天下茶屋店・今池店
- あべのマルシェ
- 飛田遊廓跡
- 大阪府西成警察署
- あいりん地区
- 西成今池郵便局
- 堺筋
- 紀州街道

## バス路線
最寄停留所は今池駅前となる。以下の路線が乗り入れ、大阪シティバスにより運行されている。
- 48号系統：あべの橋行 / 地下鉄住之江公園行
- 52号系統：あべの橋行 / なんば行

## その他
- 黒岩重吾の小説『飛田残月』では、「今池町から電車に乗って天王寺に行って飛田遊郭に…」というくだりの話を書いている。しかし、地図を見ればわかるが、今池町駅から飛田遊郭は目の前にあるため、若干矛盾している。

## 隣の停留場
阪堺電気軌道
■阪堺線
新今宮駅前停留場 (HN52) - 今池停留場 (HN53) - 今船停留場 (HN54)
- （）内は駅番号を示す。

### かつて存在していた路線
南海電気鉄道
平野線
（南霞町停留場 -） 今池停留場 - 飛田停留場
天王寺支線
天下茶屋駅 - 今池町駅 - （飛田本通駅） - 天王寺駅